# Charles Brooking
Charles Brooking (* 1723 in Deptford, heute London; † 25. März 1759 in London) war ein englischer Maler, Zeichner, Aquarellist, Illustrator. Er gilt als bedeutender Marinemaler, der die Entwicklung der Gattung in England prägte.

## Leben

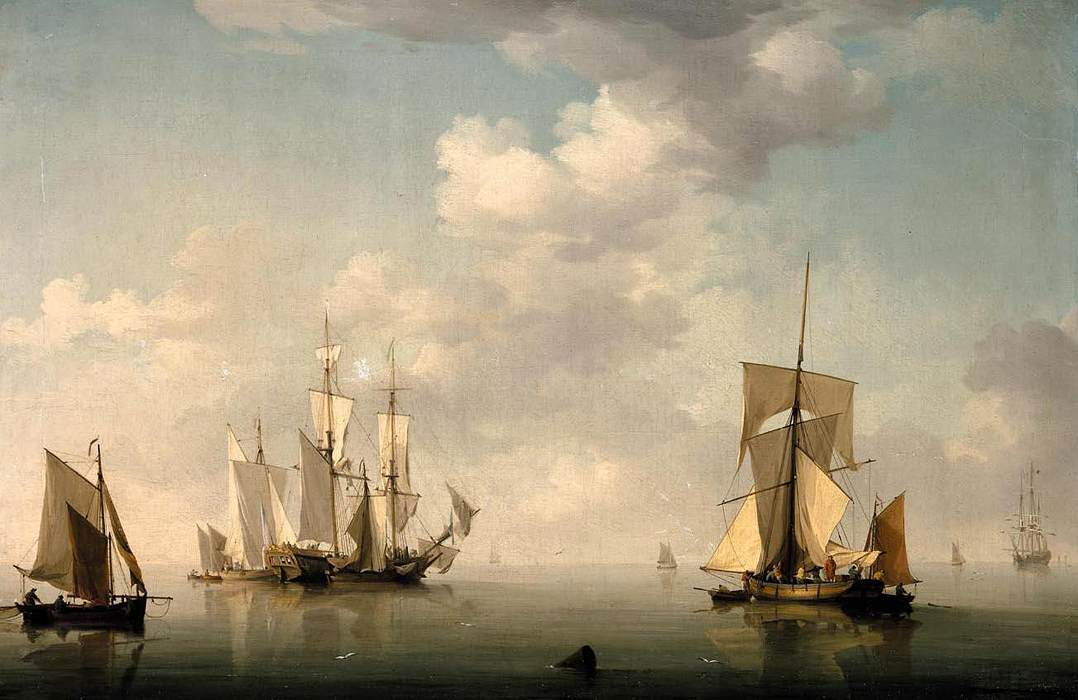
Shipping in a Calm, 1. Hälfte des 18. Jahrhunderts, Öl auf Leinwand, 36 × 56 cm

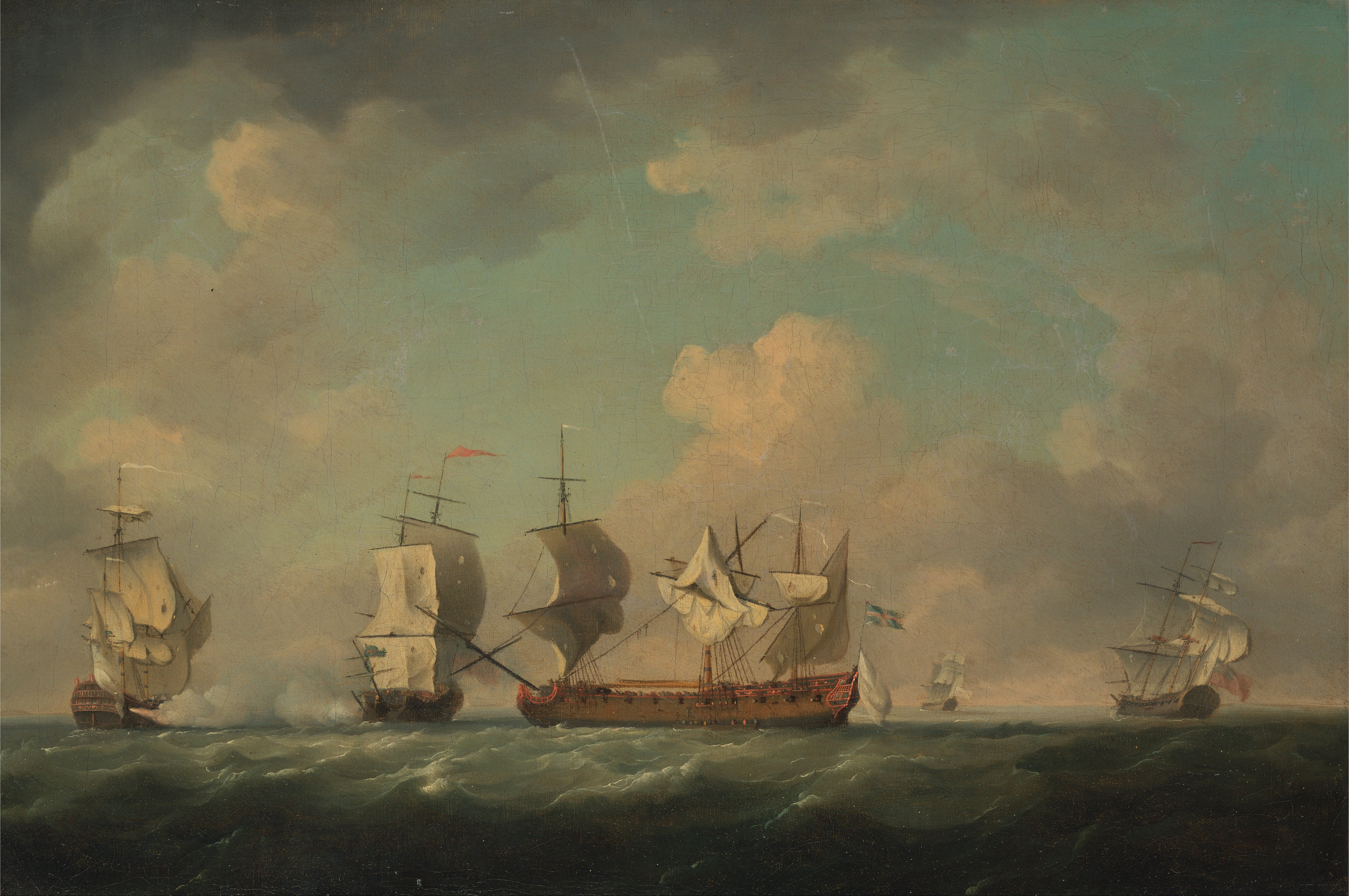
The Capture of the "Marquis d’Antin" and the "Louis Erasme", zwischen 1745 und 1755, Öl auf Leinwand, 33 × 48,3 cm

Nach einer Ausbildung als Schiffsmaler in den Schiffswerften von Deptford war Brooking Schüler seines gleichnamigen Vaters, der Maler und Dekorateur im Greenwich Hospital war, und bildete sich autodidaktisch fort. Zu Brookings Motiven zählen vor allem Seestücke, die sich stilistisch an den Werken von Willem van de Velde orientieren. Im Februar 1754 erhielt er den Auftrag über eine große Flotten-Darstellung für das Foundling Hospital in London. Zum 1755 erschienenen Buch Natural History of the Corallines von John Ellis fertigte Brooking die Illustrationen. Zuvor war Brooking mit dem Naturforscher 1752 auf die Isle of Sheppey gereist, wo Ellis mit einem Wassermikroskop Korallen untersucht hatte.

## Schaffen
Brooking nutzte horizontale Bildkompositionen mit leichtem Kolorit, bei denen er für die Bildtiefe die Motive im ferneren Mittel bzw. Hintergrund anordnete. So entstanden breite Formate mit bisweilen panoramaartigen Eindrücken. Die gemalten Schiffe bezeugen fundierte technische Kenntnisse und gelten als die verlässlichsten Schiffswiedergaben des 18. Jahrhunderts. Der natürlich erscheinende Lichteinfall vermittelt einen Eindruck der Witterung und differenziert die Bilder nach Tageszeiten. Brooking galt als ausgezeichneter Figurenzeichner.